# Cephalojonesia incuba
Cephalojonesia incuba är en bladmossart som beskrevs av Grolle et Vanden Berghen. Cephalojonesia incuba ingår i släktet Cephalojonesia och familjen Cephaloziellaceae.

## Underarter
Arten delas in i följande underarter:
- C. i. incuba
- C. i. mexicana